# Dourado (ort)
Dourado är en ort i Brasilien.   Den ligger i kommunen Dourado och delstaten São Paulo, i den sydöstra delen av landet, 700 km söder om huvudstaden Brasília. Dourado ligger 685 meter över havet och antalet invånare är 8 607.
Terrängen runt Dourado är kuperad åt sydost, men åt nordväst är den platt. Dourado ligger uppe på en höjd. Närmaste större samhälle är Ribeirão Bonito, 15,0 km öster om Dourado.
Omgivningarna runt Dourado är en mosaik av jordbruksmark och naturlig växtlighet. Runt Dourado är det ganska glesbefolkat, med 25 invånare per kvadratkilometer.